# 西台駅

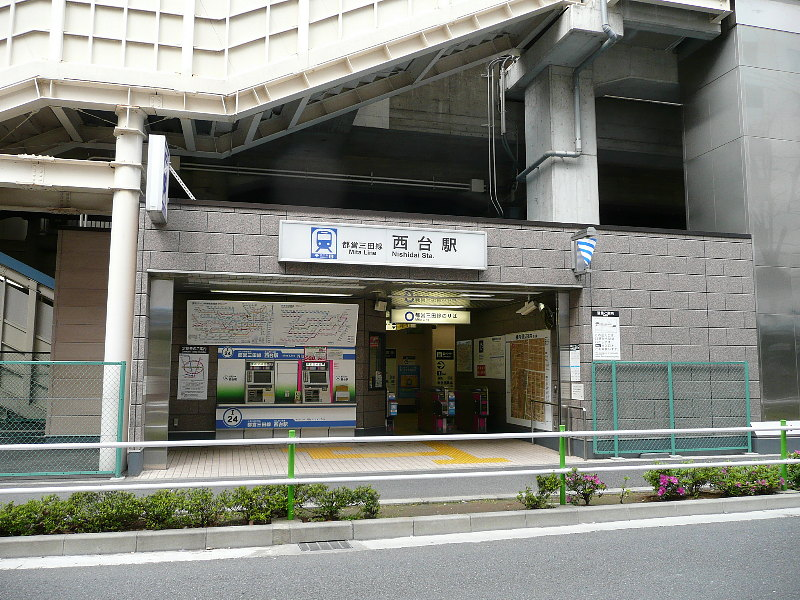
西口外観（2007年4月）

西台駅（にしだいえき）は、東京都板橋区高島平九丁目にある、東京都交通局（都営地下鉄）三田線の駅である。駅番号はI 24。

## 概要
開業当時の地名は「志村西台町」であったが、区画整理とともに「高島平」に変わっており、現行の「西台」は当駅から500メートル南に離れた地域（旧・志村西台町の南部にあたる）の町名となっている。
開業以来、出入口が東口のみしかなかったため、高島平寄りの住民にとっては不便であったが、2003年に板橋区議会で西口を新設することが決定し、2004年3月31日に完成した。
当駅のホームは元々6両分しかなく、東端は東口（当時は出入口）への階段となっていたため、8両編成への対応時には西側部分を2両分延長しなければならなかった。しかし、西端には乗務員交替用の階段があったため、電車の運行を保ちつつホームの延長と新階段の建設、旧階段の撤去を行うこととなり、三田線内では8両編成への有効長対応が最も遅れた。
また、西口の建設時は、8両編成対応のために新たに建設した乗務員交替用の階段の完成からあまり時間が経っていなかったため、その階段をそのまま使う予定であった。しかし、駅の建築基準を満たさなかったため、結局新たに建設し直した。
当駅で上下線とも運転士の入れ替えが行われる関係上、停車時間が他の駅と比べ数秒長い。

## 年表
- 1968年（昭和43年）12月27日：都営地下鉄6号線開業に伴い開業。

- 1978年（昭和53年）7月1日：6号線を三田線に改称[2]。
- 2004年（平成16年）3月31日：西口出入口を新設し、従来の出入口を東口に改称。
- 2005年（平成17年）：西高島平方面のエレベーター完成に伴い、西口が完成。
- 2007年（平成19年）3月18日：ICカード「PASMO」の利用が可能となる[3]。
- 2008年（平成20年）12月1日：西口が終日無人となる（但し自動改札機は使用可能）。
- 2009年（平成21年）3月1日：西口の営業時間を始発から終電までに拡大。
- 2015年（平成27年）3月24日：1番線ホーム上の待合室を使用開始[4]。
- 2016年（平成28年）1月22日：駅名標の下に「大東文化大学前」の看板広告が設置[5]。

## 駅構造
相対式ホーム2面2線の高架駅。東口にはコンコースと1番線ホームを結ぶエスカレーターやコンコースと2番線ホームを結ぶ車椅子用の昇降機が、西口にはコンコースとホームを結ぶエレベーターが設置されている。冷水器はない。
東京都交通局志村車両基地（志村車両検修場・高島平乗務管理所・志村寮）が隣接しており、乗務員の交替も行われる。

### のりば
| 番線 | 路線       | 行先              |
| ---- | ---------- | ----------------- |
| 1    | 都営三田線 | 目黒・ 東急線方面 |
| 2    | 都営三田線 | 西高島平方面      |

（出典：都営地下鉄:駅構内図）

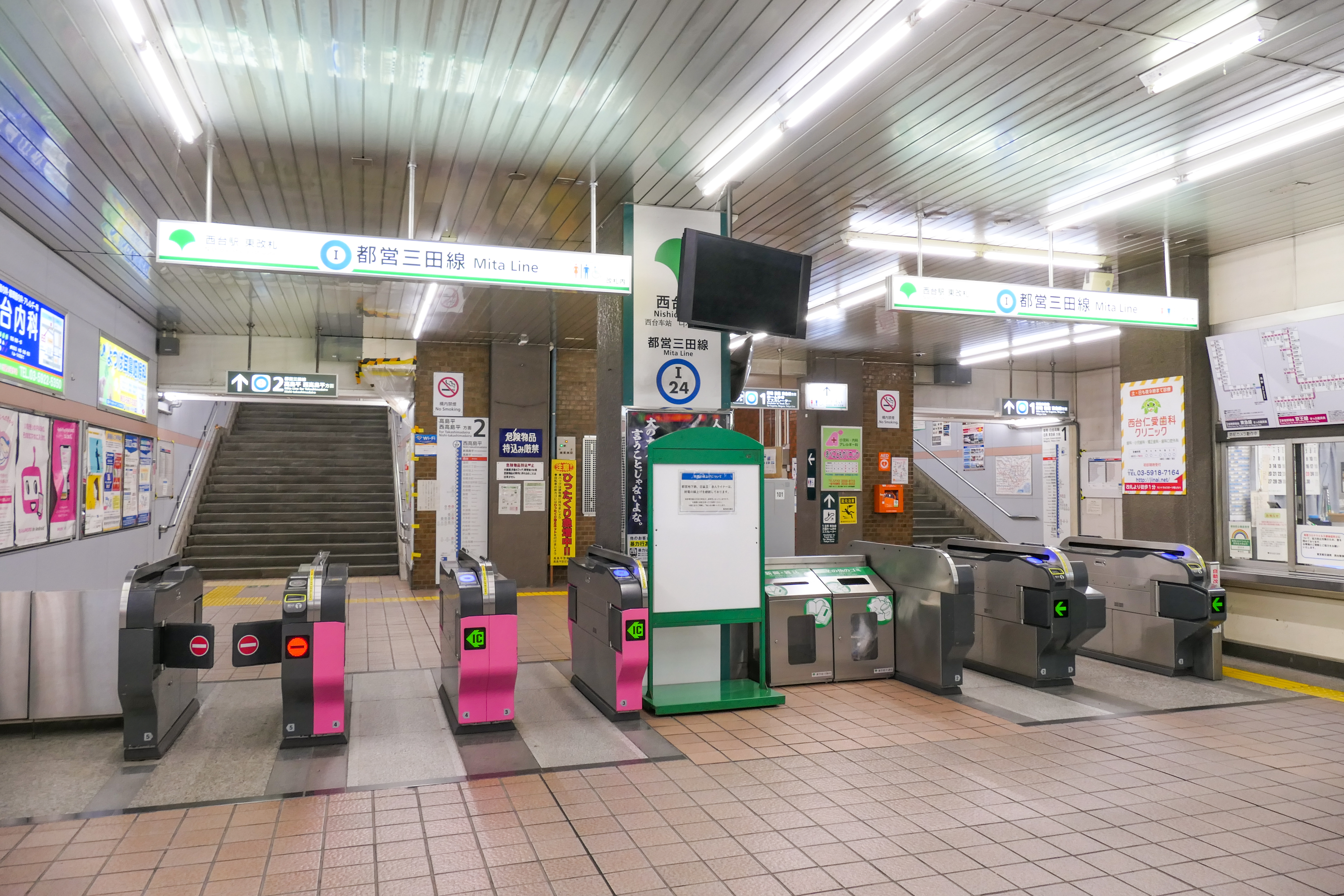
東口改札（2021年9月）
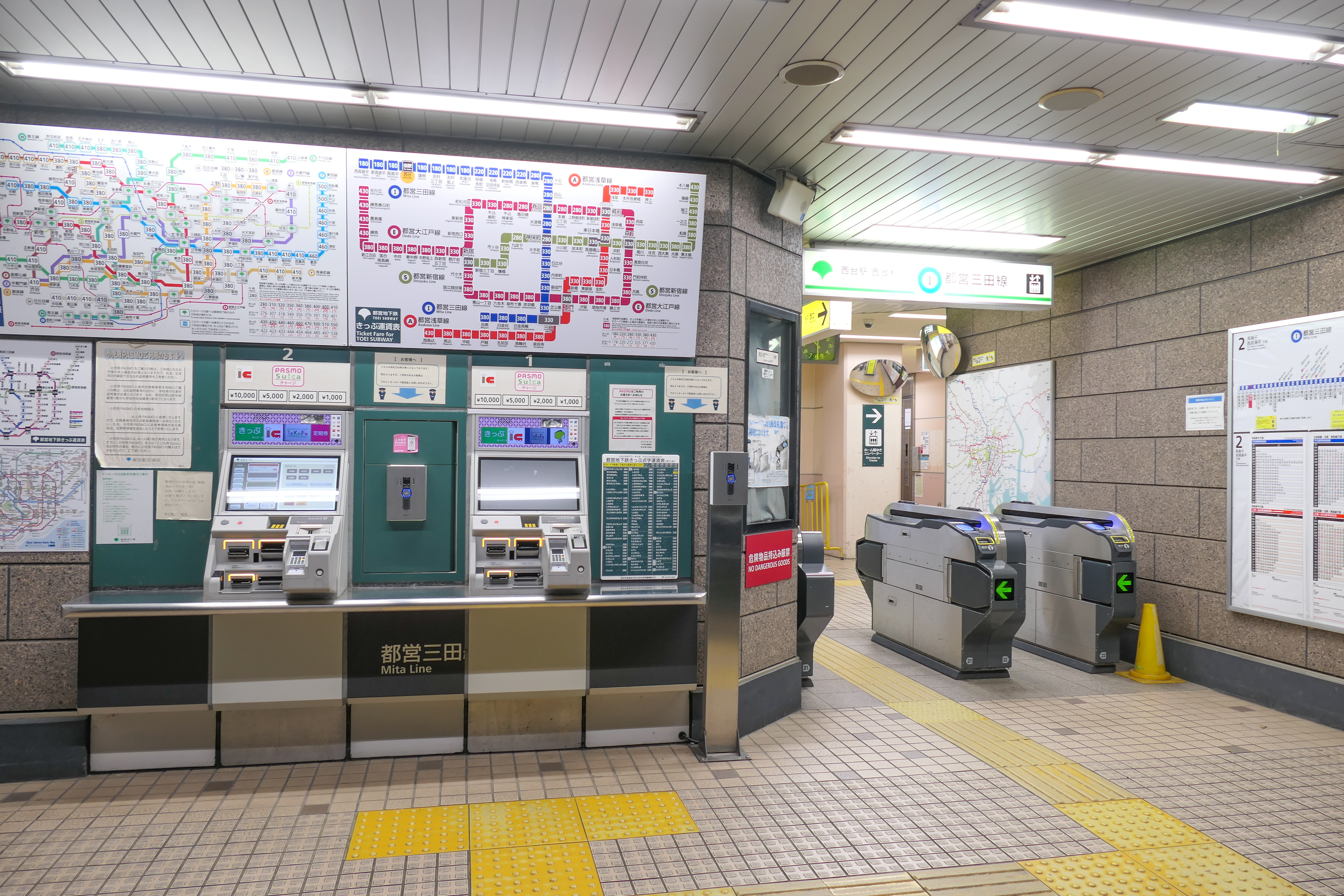
西口改札（2021年9月）
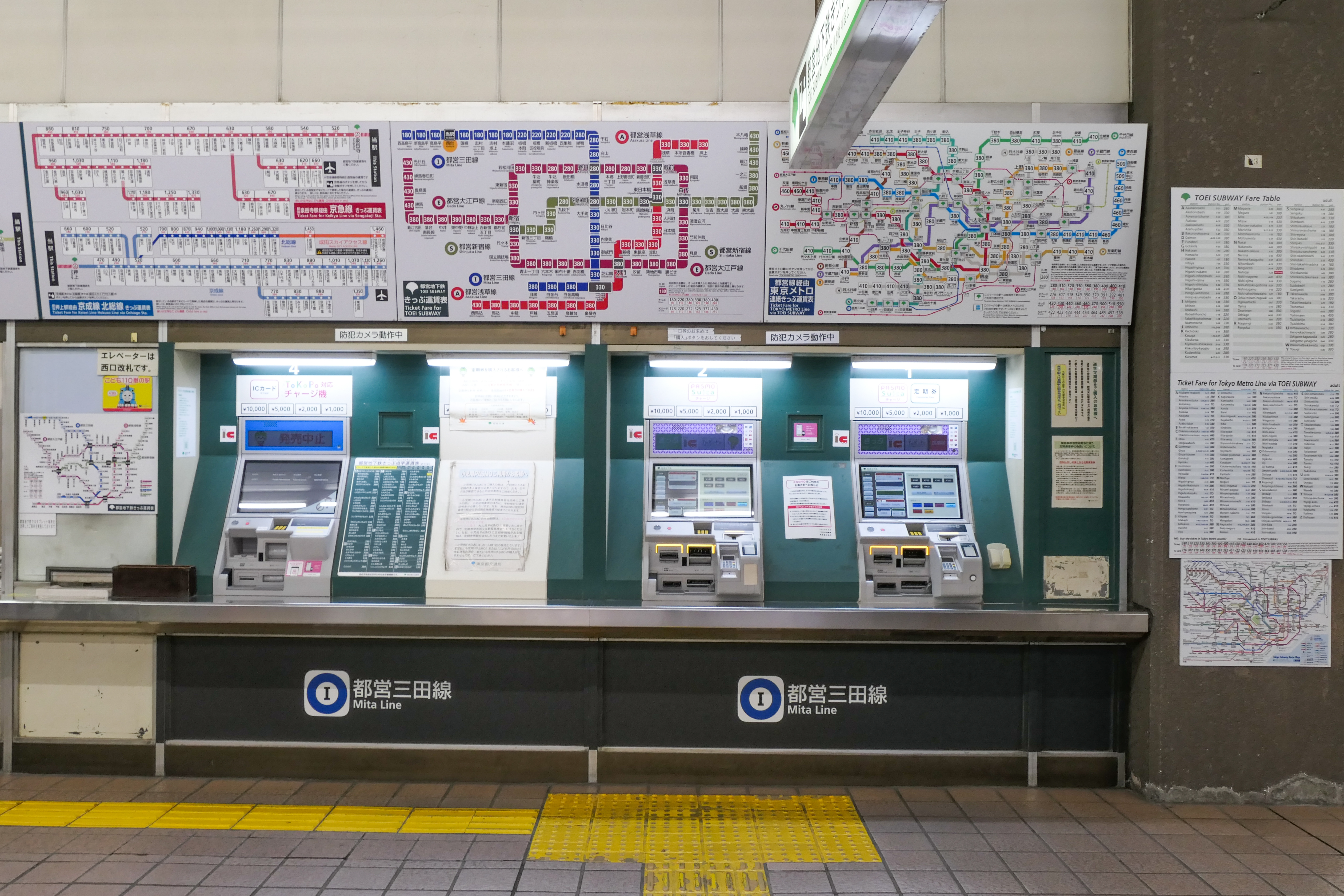
自動券売機（2021年9月）
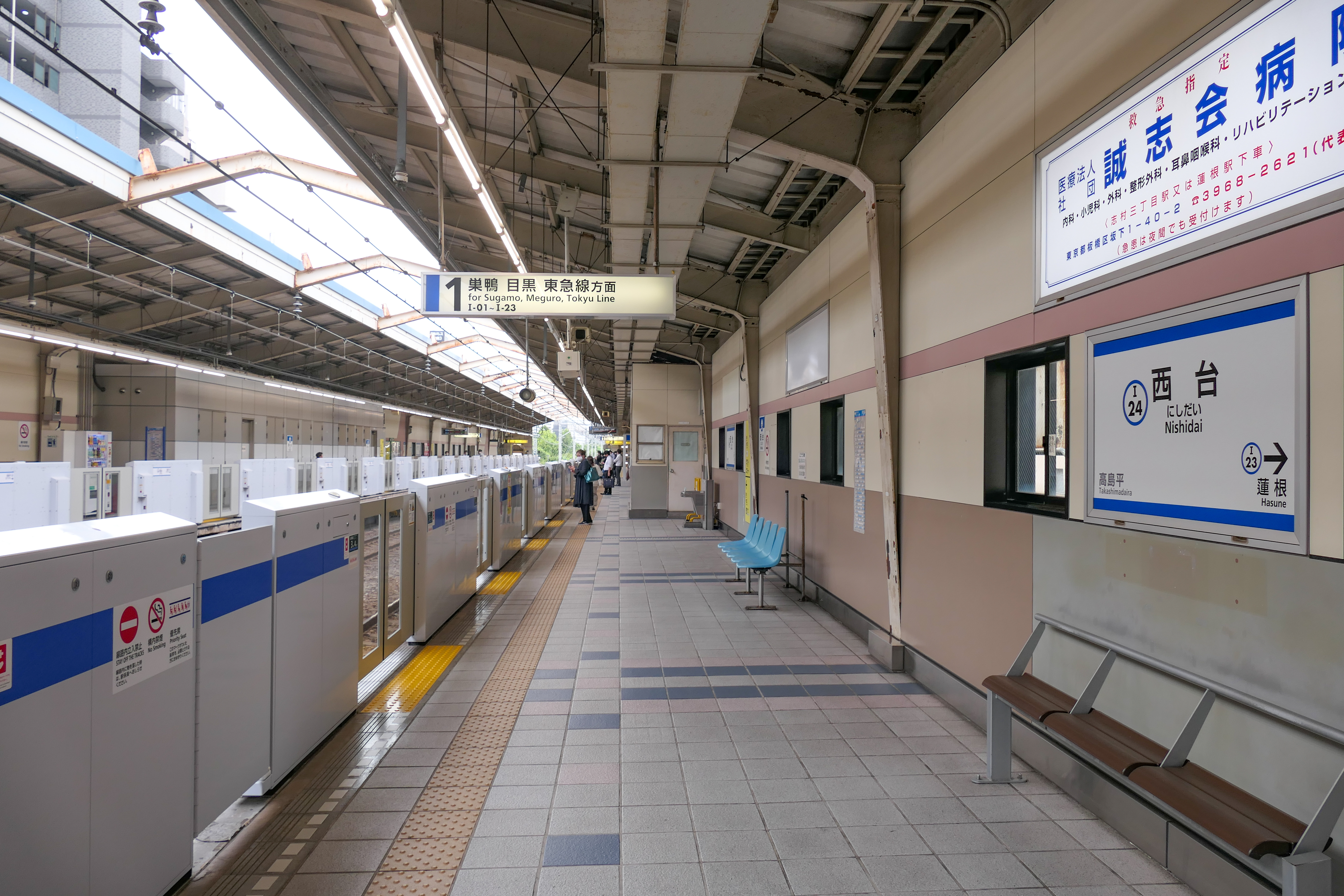
1番線ホーム（2021年9月）
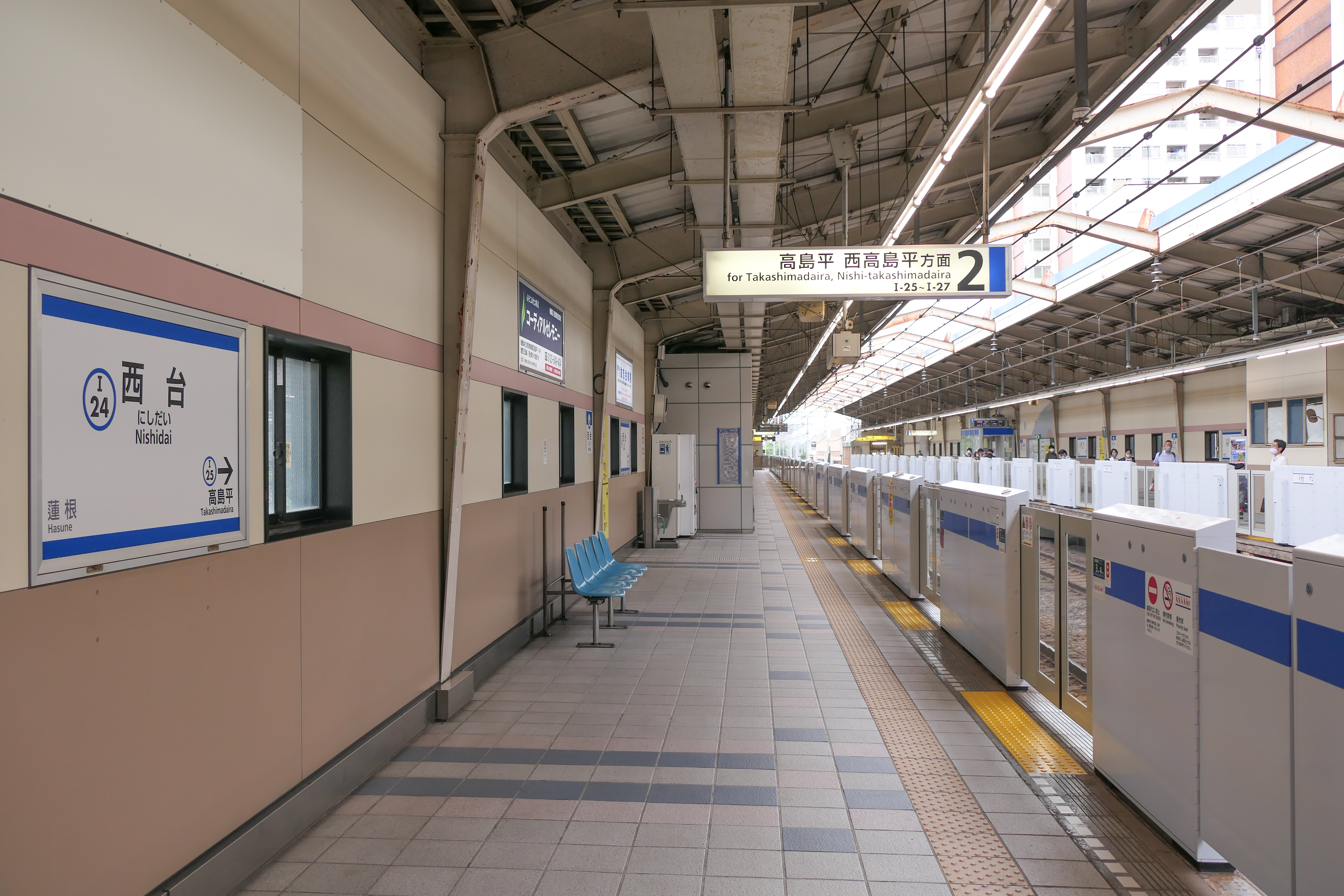
2番線ホーム（2021年9月）

## 利用状況
2023年（令和5年）度の1日平均乗降人員は24,284人（乗車人員：12,124人、降車人員：12,160人）である。
近年の1日平均乗降・乗車人員の推移は下表の通り。

### 平成
| 年度               | 1日平均 乗降人員 | 1日平均 乗車人員 | 出典     |
| ------------------ | ---------------- | ---------------- | -------- |
| 1990年（平成02年） |                  | 12,756           | [ * 1 ]  |
| 1991年（平成03年） |                  | 13,268           | [ * 2 ]  |
| 1992年（平成04年） |                  | 13,268           | [ * 3 ]  |
| 1993年（平成05年） |                  | 13,570           | [ * 4 ]  |
| 1994年（平成06年） |                  | 13,679           | [ * 5 ]  |
| 1995年（平成07年） |                  | 13,270           | [ * 6 ]  |
| 1996年（平成08年） |                  | 12,942           | [ * 7 ]  |
| 1997年（平成09年） |                  | 12,989           | [ * 8 ]  |
| 1998年（平成10年） |                  | 13,063           | [ * 9 ]  |
| 1999年（平成11年） |                  | 12,691           | [ * 10 ] |
| 2000年（平成12年） |                  | 12,436           | [ * 11 ] |
| 2001年（平成13年） |                  | 12,142           | [ * 12 ] |
| 2002年（平成14年） |                  | 12,142           | [ * 13 ] |
| 2003年（平成15年） | 24,348           | 12,325           | [ * 14 ] |
| 2004年（平成16年） | 24,327           | 12,326           | [ * 15 ] |
| 2005年（平成17年） | 23,877           | 12,114           | [ * 16 ] |
| 2006年（平成18年） | 24,029           | 12,172           | [ * 17 ] |
| 2007年（平成19年） | 24,507           | 12,366           | [ * 18 ] |
| 2008年（平成20年） | 24,873           | 12,470           | [ * 19 ] |
| 2009年（平成21年） | 24,692           | 12,361           | [ * 20 ] |
| 2010年（平成22年） | 24,652           | 12,338           | [ * 21 ] |
| 2011年（平成23年） | 24,118           | 12,087           | [ * 22 ] |
| 2012年（平成24年） | 24,928           | 12,496           | [ * 23 ] |
| 2013年（平成25年） | 24,118           | 12,649           | [ * 24 ] |
| 2014年（平成26年） | 24,100           | 12,059           | [ * 25 ] |
| 2015年（平成27年） | 24,073           | 12,042           | [ * 26 ] |
| 2016年（平成28年） | 24,412           | 12,208           | [ * 27 ] |
| 2017年（平成29年） | 26,106           | 13,059           | [ * 28 ] |
| 2018年（平成30年） | 27,418           | 13,718           | [ * 29 ] |

### 令和
| 年度               | 1日平均 乗降人員 | 1日平均 乗車人員 | 出典     | 出典       |
| 年度               | 1日平均 乗降人員 | 1日平均 乗車人員 | 東京都   | 交通局     |
| ------------------ | ---------------- | ---------------- | -------- | ---------- |
| 2019年（令和元年） | 27,098           | 13,556           | [ * 30 ] | [ 都交 2 ] |
| 2020年（令和02年） | 20,986           | 10,517           |          | [ 都交 3 ] |
| 2021年（令和03年） | 21,430           | 10,735           |          | [ 都交 4 ] |
| 2022年（令和04年） | 22,647           | 11,337           |          | [ 都交 5 ] |
| 2023年（令和05年） | 24,284           | 12,124           |          | [ 都交 1 ] |

## 駅周辺
周辺は高島平、蓮根となる。

### 東口

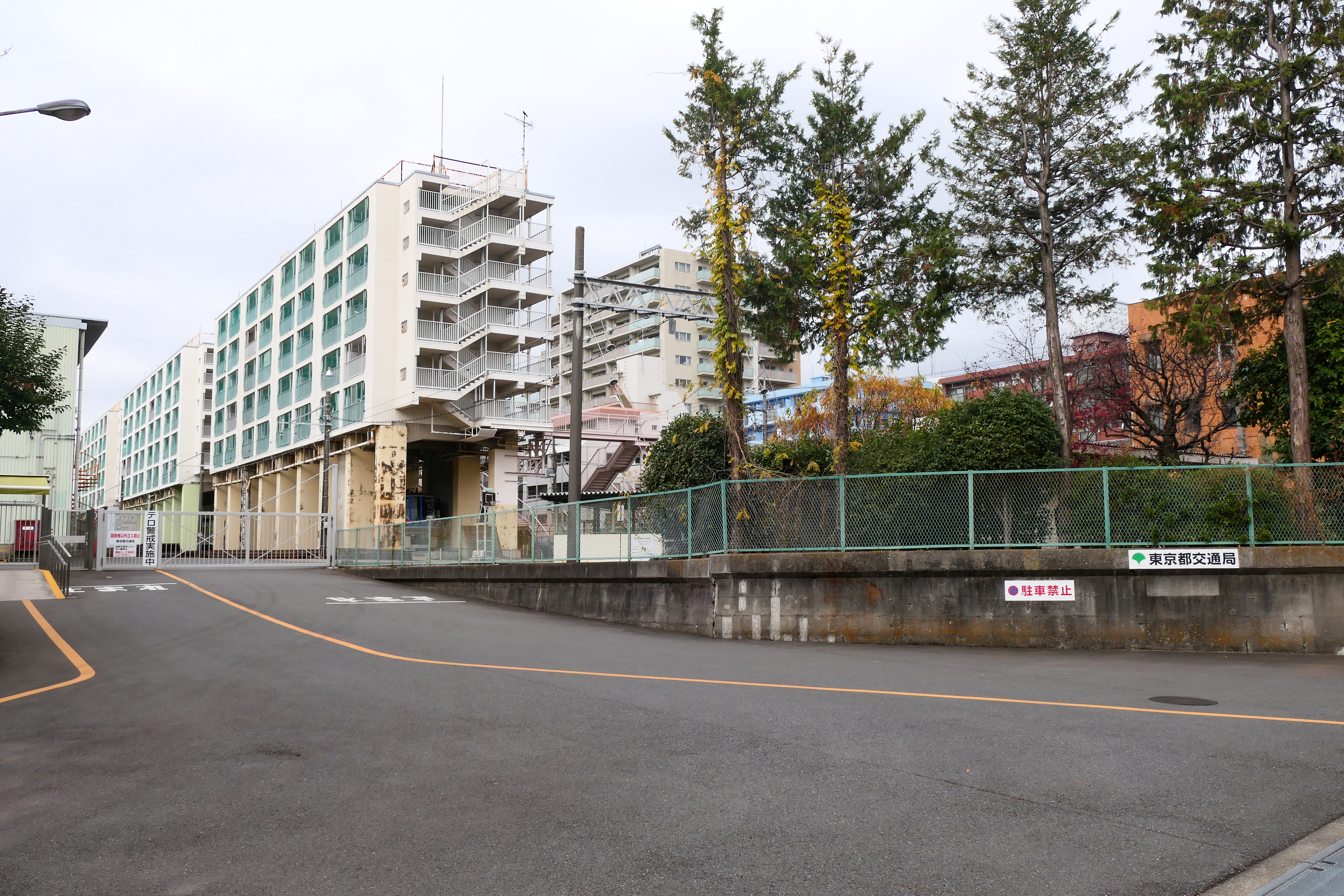
西台駅に隣接する志村車両検修場

タクシー乗り場を設置した駅前ロータリーがある。北側に東京都交通局志村車両基地が隣接しており、その上の人工地盤に都営西台住宅がある。

#### 駅前ロータリー周辺
- ダイエー西台店
- 三井住友銀行高島平支店
- トミコシ会館

#### 南
- 板橋区立志村福祉事務所
- 板橋区立障害者福祉センター
- UR都市機構新蓮根団地
- 大東文化大学板橋キャンパス
- 大東文化大学第一高等学校
- 板橋区立西台中学校
- 板橋区立高島第六小学校
- 東京都立志村学園
- 巣鴨信用金庫高島平支店
- コモディイイダ高島平店

#### 東
- アステラス製薬蓮根事業場
- 都営蓮根住宅
- 板橋区立蓮根小学校
- 板橋区立蓮根第二小学校
- 板橋区立蓮根図書館
- トミコシ高島平ボウル

#### 北
- 都営西台住宅
- 東京都交通局志村車両基地
- 新河岸川
  - 舟渡大橋
- 国際興業バス高島平操車場

### 西口
2004年に開設された。

#### 西
- 高島平中央総合病院
- 大東文化大学板橋キャンパス - 東口からよりも近い。

## バス路線
最寄りの停留所は「西台駅」である。各路線とも国際興業（志村営業所）により運行されている。
- 東練05 - 東武練馬駅行 / 東武練馬駅行
- 池20 - 池袋駅西口行 / 高島平操車場行
- 池20-2 - 高島平操車場行
- 赤56 - 赤羽駅西口行 / 高島平操車場行
- 赤73 - 西高島平駅行（深夜バス・平日のみ）【運休中】
- 浮舟80 - 浮間舟渡駅行

## 隣の駅
東京都交通局（都営地下鉄）
 都営三田線
蓮根駅 (I 23) - 西台駅 (I 24) - 高島平駅 (I 25)

### 「にしだい」と読む他の駅
- 西田井駅 - 真岡鐵道真岡線の駅
- 西代駅 - 阪神神戸高速線・山陽電気鉄道本線の駅